# Francesc Gimeno i Arasa
Francesc Gimeno i Arasa (Tortosa, 4 de febrer de 1858 - Barcelona, 22 de novembre de 1927) fou un pintor i dibuixant català. Dintre de la seva producció artística, destaquen sobretot els autoretrats, que el situen en un lloc d'honor en la història del gènere, al costat de Rembrandt, Van Gogh i Munch.

## Biografia
Després del primer aprenentatge a Tortosa, el 1880 recalà a Barcelona, on treballà com a pintor de parets, feina que alternà amb una acadèmia que havia muntat amb uns quants amics. El 1884 se n'anà a Madrid a estudiar a l'Escuela Superior de Bellas Artes, amb Carlos de Haes, el mestre del paisatgisme, i pogué admirar el Velázquez del Museu del Prado. De retorn a Barcelona, refusà contractes i es va recloure en l'antic ofici de pintor decorador, allunyat de l'ambient artístic i de la vida cultural barcelonina, però mai no deixà de pintar i dibuixar. Durant aquests anys es presentà en algunes col·lectives a Barcelona i a Madrid, però no va ser fins al 1915 que, instat pels amics, va fer una primera exposició individual a les Galeries Dalmau. Allà retrobà el seu company d'infància Francesc Bedós, tortosí establert a Sabadell, que el va protegir. Des d'aleshores va fer llargues estades a Sabadell, on pintava per un petit grup de mecenes que adquirien les seves teles, retrats i paisatges del rodal sabadellenc. En els darrers anys de la seva vida participà en diverses exposicions, el 1917 a Barcelona i a Begur i el 1920 al Saló de Tardor de París i al Centre Català de Sabadell.
Artista marcat per la pobresa, de caràcter esquerp, sense gaires relacions i apartat dels cercles artístics del seu temps, va crear una obra de gran valor en un estil realista propi caracteritzat pels traços basts i les textures aspres. A més dels esmentats autoretrats, en la seva producció destaquen els paisatges i els retrats de persones del seu entorn.
L'escriptor Josep Pla li va dedicar un homenot, en què presenta el pintor com un ésser primitiu, marginal, anàrquic, que actua i crea com per instint, fora del corrent de la cultura. L'any 2006 el Museu Nacional d'Art de Catalunya va organitzar una exposició titulada Francesc Gimeno, un artista maleït.
El seu fill Martí Gimeno i Massaguer va ser pintor, escultor i crític d'art.

## La temàtica
A causa de la seva manca de recursos, Gimeno sempre va pintar allò que tenia a mà: els seus familiars, els carrers per on passava (inclosos els suburbis), unes gallines, una natura morta casolana, el seu propi rostre, etc. (per això es deia, sovint despectivament, que les seves teles feien "olor d'all i d'arengada" o que eren "pintura d'espardenya"). Aquesta tria temàtica converteix la seva obra en una crònica social de les capes més desafavorides de la Catalunya de principis del segle xx -Josep Pla l'anomenava "pintura proletària"-. En aquest sentit, Gimeno és l'antítesi del Ramon Casas cronista de la burgesia barcelonina.

## Els autoretrats
Un tractament especial mereixen els aproximadament dos-cents autoretrats de Gimeno. A diferència del que passa en Rembrandt, Van Gogh o Munch, els autoretrats gimenians no presenten continuïtat amb la resta de les obres de l'artista; s'aparten amb força de la resta de retrats i dels paisatges i constitueixen una sèrie autònoma i dramàtica, a estones ombrívola i a estones flamejant. L'historiador de l'art Francesc Miralles, gran defensor d'aquesta faceta de Gimeno, escriu: "Els autoretrats de Gimeno no tenen punts de contacte amb els retrats que feia a la família: entre ells existeix la diferència que hi ha entre la incasable força de l'esperit, la força del convenciment interior i l'acceptació irremeiable de la circumstància quotidiana que no ofereix altra possibilitat que la d'abandonar-se físicament". En els autoretrats, "trasllueix la seva vida interior i la seva contradictòria lluita personal".

## Museïtzació
El Museu Nacional d'Art de Catalunya (MNAC) exhibeix una important col·lecció pictòrica en les seves sales estables. També li ha dedicat l'exposició temporal "Francesc Gimeno, un artista maleït" (2006). El Museu de la Mediterrània, a Torroella de Montgrí, on va residir i desenvolupar la seva obra durant tres anys, també li dedica una sala estable gratuïta, titulada "Francesc Gimeno, paisatgista del Montgrí". Aquesta sala va ser possible gràcies al llegat del fons Martínez-Solans al Museu de la Mediterrània. El Museo del Prado, a Madrid, també posseïx dos quadres del pintor.

## Galeria d'imatges
- Cap de nen
- Un poble empordanès
- Market Day in Torroella
- Plaza del Rey
- Self-portrait with Cap
- The Grapevines
- Dona dormint
- Marina
- Llegint el diari
- Nens llegint
- Autoretrat
- La petita i el bon companyó
- Paisatge industrial
- Autoretrat - 1925